# Antoine Habchi
 Antoine Habchi (arabe : أنطوان حبشي), né le 1er mars 1971 à Zouk Mikael, est un homme politique libanais du parti Forces libanaises.

## Biographie
Il est élu député à la Chambre des députés (Liban) lors des Élections législatives libanaises de 2018.